# 모리 히데나리

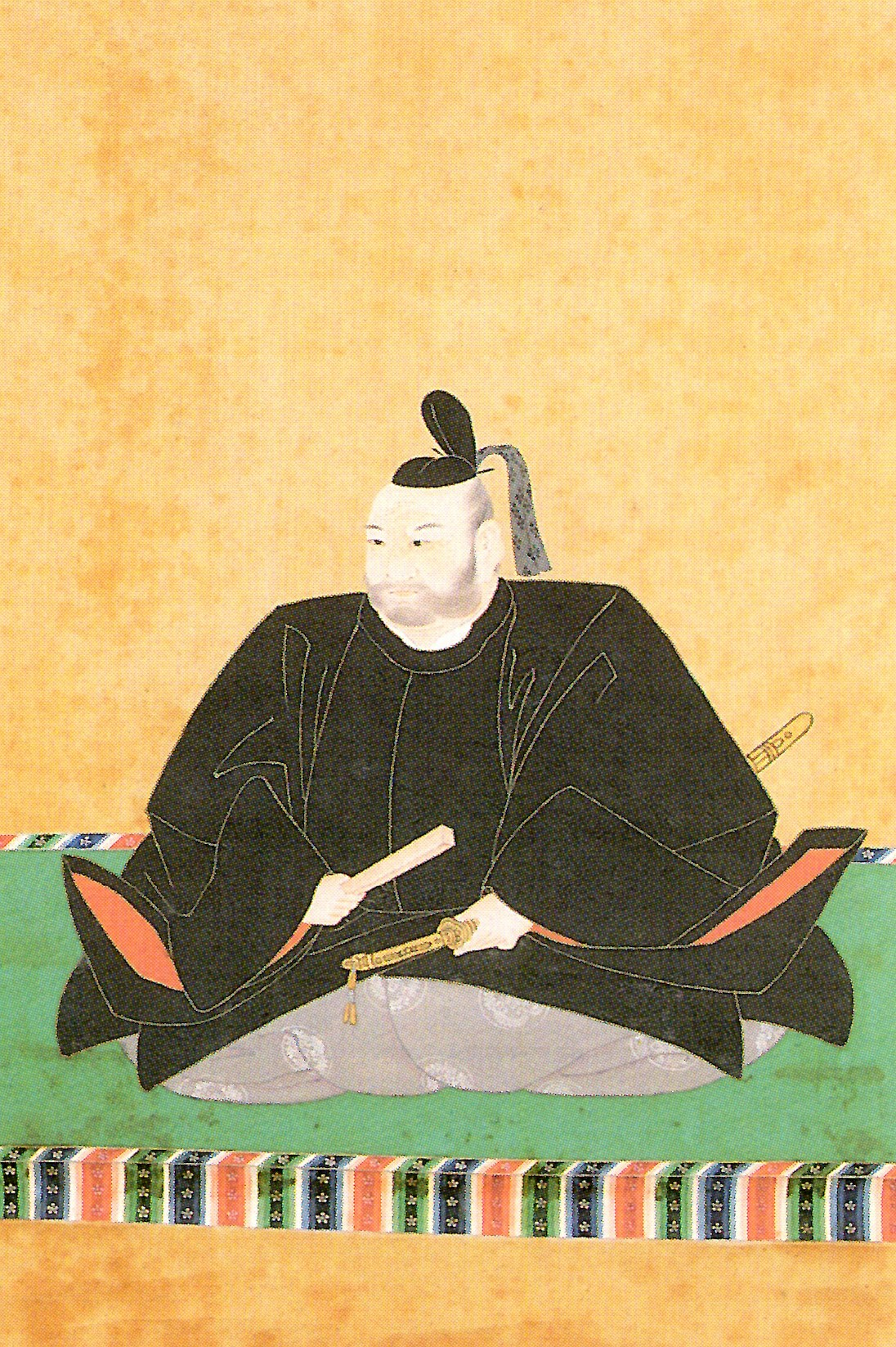
모리 히데나리

모리 히데나리(일본어: 毛利秀就, 1595년 11월 19일 ~ 1651년 2월 24일)는 에도 시대 초기의 다이묘이다. 조슈번 초대 번주를 지냈다.
| 전임 (모리 데루모토) | 제1대 조슈번 번주 1623년 ~ 1651년 | 후임 모리 쓰나히로 |